# Trichoceros roseus
Trichoceros roseus är en orkidéart som beskrevs av Eric Alston Christenson. Trichoceros roseus ingår i släktet Trichoceros och familjen orkidéer.
Artens utbredningsområde är Ecuador. Inga underarter finns listade i Catalogue of Life.